# Ana Andrejeva
Ana Semjonovna Andrejeva (rusko Анна Семёновна Андреева), ruska atletinja, * 23. junij 1915, Penza, Ruski imperij, † 1997.
Ni nastopila na poletnih olimpijskih igrah. Na evropskih prvenstvih je osvojila naslov prvakinje v suvanju krogle leta 1950. V tej disciplini je trikrat postala sovjetska državna prvakinja. 9. novembra 1950 je postavila svetovni rekord v suvanju krogle s 15,28 m, ki je veljal skoraj dve leti. 